# فرناندو سیلوا (شناگر)
فرناندو سیلوا (به انگلیسی: Fernando Silva) (زادهٔ ۷ آوریل ۱۹۸۶) شناگر اهل برزیل است.